# Fernando Orozco
Fernando Orozco est un réalisateur, scénariste, et producteur de cinéma mexicain.

## Filmographie

### Comme réalisateur
- 1966 : El Hombre de la furia
- 1968 : Requiem por un canalla
- 1969 : El Santo contre les tueurs de la Mafia (Santo frente a la muerte)
- 1974 : Des filles pour deux voyous
- 1976 : El Misterio de la perla negra
- 1986 : Ahora mis pistolas hablan

### Comme scénariste
- 1966 : El Hombre de la furia de lui-même
- 1966 : Loco por ellas de Manuel de la Pedrosa
- 1968 : Requiem por un canalla de lui-même
- 1969 : El Santo contre les tueurs de la Mafia (Santo frente a la muerte) de lui-même
- 1976 : El Misterio de la perla negra de lui-même
- 1977 : La Llamada del sexo de Tulio Demicheli
- 1986 : Ahora mis pistolas hablan de Fernando Orozco et Aldo Sambrell

### Comme producteur
- 1959 : Mi mujer necesita marido de Rolando Aguilar
- 1959 : Mis secretarias privadas de Roberto Rodríguez
- 1966 : Loco por ellas de Manuel de la Pedrosa
- 1970 : Santo contra los asesinos de la mafia de Manuel Bengoa et Enrique López Eguiluz
- 1986 : Ahora mis pistolas hablan de lui-même et Aldo Sambrell